# Հ
Das Ho (Հ und հ) ist der 16. Buchstabe des armenischen Alphabets. Der Buchstabe stellt den Laut [⁠h⁠] dar und wird im Deutschen mit dem Buchstaben H transkribiert.
Es ist dem Zahlenwert 70 zugeordnet. 

## Zeichenkodierung
Das Ho ist in Unicode an den Codepunkten U+0540 (Großbuchstabe) bzw. U+0570 (Kleinbuchstabe) zu finden.